# Lesné
Lesné (německy Innozenzidorf) je rekreační osada nacházející se v děčínském okrese v nejsevernější části Ústeckého kraje a zároveň i České republiky. Leží na severní straně Lužických hor na severních svazích Jedlovského hřbetu, v jižní části Šluknovského výběžku v údolí Lesenského potoka. Osada z větší části leží v Jiřetíně pod Jedlovou, menší část spadá pod Dolní Podluží. Prochází jí silnice I/9 spojující Šluknovský výběžek se vnitrozemím. Osadou Lesné probíhá linie lužického zlomu.
Osada vznikla na místě vodního mlýna, doloženého na konci 17. století. Od počátku 19. století až do druhé světové války zde již bylo několik desítek domů a žilo zde kolem dvou až tří set lidí, většinou dřevorubců. Válka a odsun německého obyvatelstva způsobil výrazný pokles počtu obyvatel. Od té doby osada postupně přestávala být místem trvalého osídlení a stávala se rekreačním územím.

## Název
Dnešní osada Lesné se ještě v roce 1946 i v úředních dokladech nazývala Innozenzidorf. Její české jméno Lesné bylo vytvořeno počeštěním první části alternativní varianty dosavadního úředního názvu Innocenzendorf, který zněl Buschdörfel. Teprve po sloučení rumburského okresu s děčínským v roce 1960 začalo být důsledně používáno pomnožného tvaru v prvním pádu Lesné, neboť osadu bylo nutno odlišit od jiné, ležící nedaleko Děčína, která po válce namísto toponyma německy Hortau dostala jméno Lesná.

## Historie

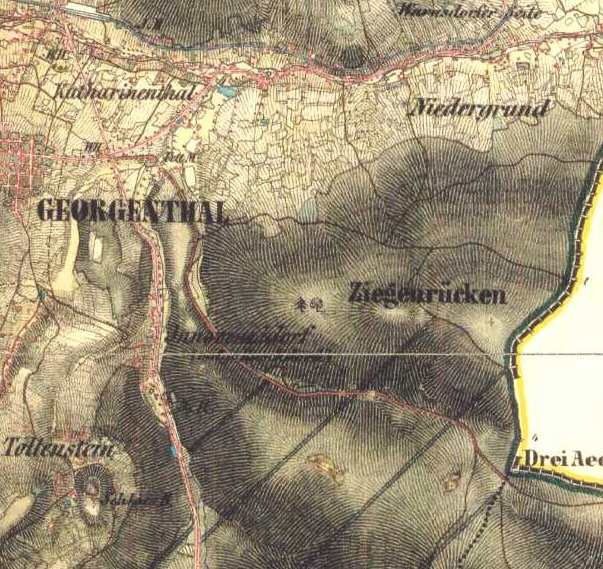
Okolí Lesného na mapě druhého vojenského mapování z let 1836–1852

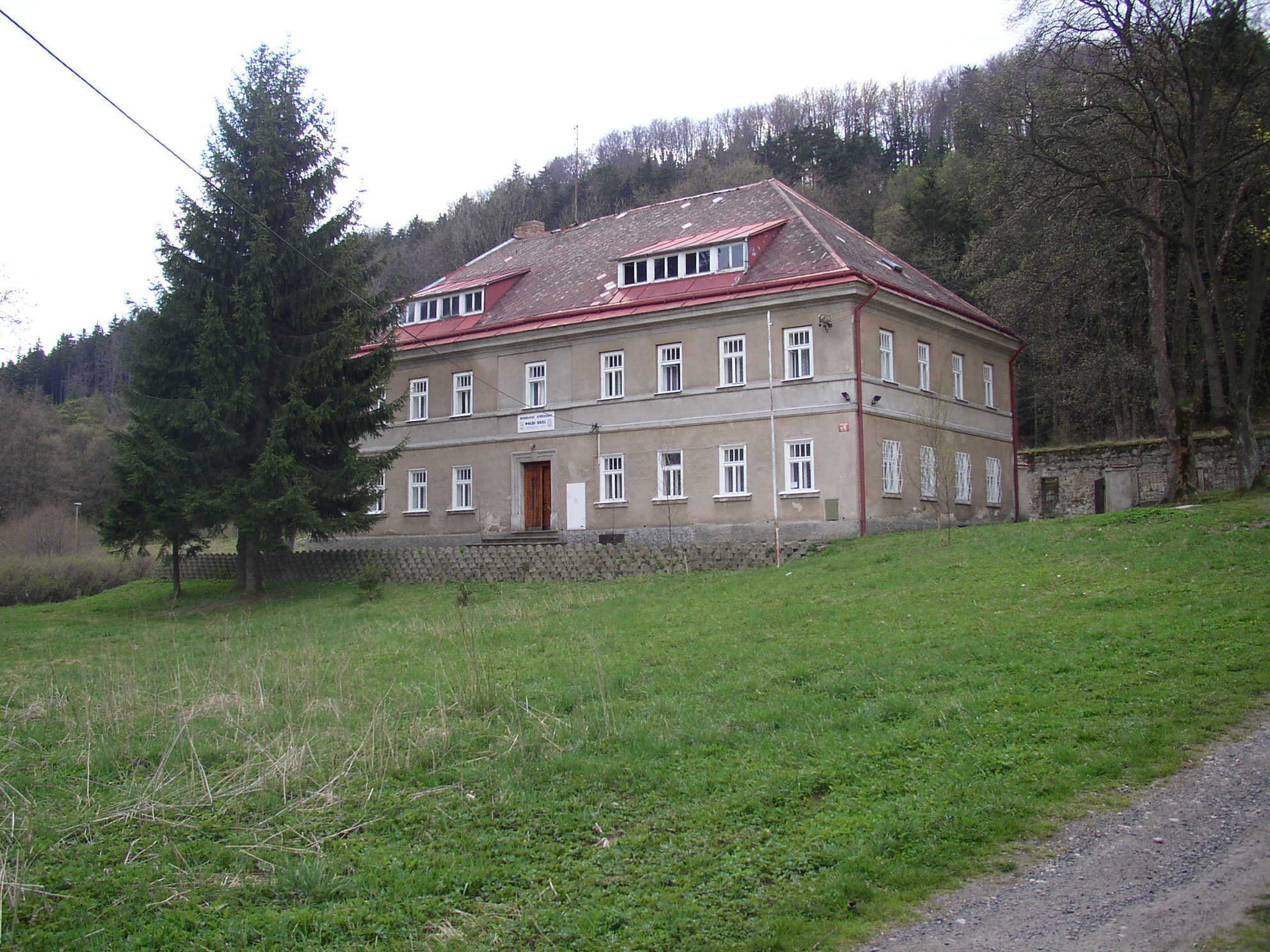
Bývalý Lesní mlýn

Nejstarší doklad o osídlení na místě nynější osady Lesné se vztahuje ke mlýnu, kterému se říkalo Lesní mlýn (německy Puschmühle) a byl počítán ke vsi Rozhled. Toponymum v této podobě je doloženo k 27. dubnu 1695. Ke 24. prosinci 1711 je mezi svědky křtu uváděn šedesátiletý Adam Müller z Innocenzidorfu (Inocentzidörffl). Týž člověk se však spolu se svou manželkou Magdalenou ve stejné knize uvádí poprvé 8. ledna 1698 a naposledy 18. dubna 1701 aussn Glassendorf, z Glassendorfu, osady počítané též k Rozhledu. Zdá se proto, že dominikální osada Innocenzidorf, vyměřená nedaleko mlýna, vznikla na místech posledního umístění sklářské osady Glassendorf jejíž poloha byla badatelům dlouho neznámá, a to někdy kolem přelomu 17. a 18. století. Nový název byl zvolen na počest buď papeže Innocence XI. (1676–1689) nebo Innocence XII. (1691–1700), jejím zakladatelem, jímž byl majitel rumburského panství Anton Friedrich z Lichtensteinu; ten byl v letech 1687–1694 vyslancem císaře Leopolda I. u papežské kurie.
Po polovině 18. století zde stálo 21 domů. Ve vsi byl mlýn „na nestálé vodě“. Tři lidé pracovali jako přadláci, ale u dvou se jako zdroj obživy uvádí žebrota. Celkem 13 obyvatel získávalo svůj denní chléb nádenickou prací. Vypomáhali si předením, pěstováním lnu a dobytka. O třicet let později zde stálo již 27 domů a tento počet byl zjištěn ještě v roce 1831, kdy zde žilo 195 obyvatel, kteří se většinou živili jako dřevorubci. Obci se tehdy obyčejně říkalo Buschdörfel.
V roce 1805 byla přes osadu do Stožeckého sedla postavena současná silnice. V souvislosti s její stavbou vznikaly zájezdní hostince; např. penzion Starý Stožec má letopočet vzniku 1803, v bývalém Rytířském dvoře nad zazděným vchodem do bývalé maštale je možné vidět letopočet 1807. Od poloviny 19. století se víska stávala místem střeleckých soutěží a slavností i cílem výletů obyvatel průmyslového podhůří; bývalo tu šest hostinců (většinou s ubytováním) a přípotoční lázně.
K Lesnímu mlýnu (byl využíván jako pila a tírna lnu, dnes jako penzion) se vážou místní zkazky (např. pověst o vodníkovi). Banda Jana Karáska tu při přepadu mlýna spáchala jednu ze svých vražd. Henleinovci tu měli skladiště zbraní. V roce 1942 město Česká Lípa zřídilo v prostorách mlýna školu v přírodě a v roce 1946 dětskou zotavovnu, využívanou i dětmi z Řecka. Po druhé světové válce byla v Lesné služebna finanční stráže
V roce 1949 se začalo jednat o připojení osad ležících na katastrálních územích Rozhled a Jedlová tj. osad Lesné, Rozhled a Jedlová, kde se nikdy nepodařilo dosáhnout ani sedminy předválečného stavu obyvatel. Osada a katastrální území Rozhled se do roku 1960 nazývala Tolštýn. Na schůzi rady 9. července 1949 předseda přečetl zápis ze schůze pléna MNV v Jiřetíně, ve kterém bylo jednáno o sloučení obce Tolštýna s Jiřetínem. Název sloučených obcí měl být Jiřetín pod Tolštýnem. Integraci předcházela slavnostní schůze pléna MNV na Tolštýně dne 9. května 1949. Obce byly úředně sloučeny 1. října 1949; převedení administrativy trvalo do konce roku.
Osadou Lesné vede frekventovaná silnice I/9. V devadesátých letech dvacátého století zde byli v provozu čtyři restaurace a čtyři noční kluby. V roce 2017 zde není v provozu žádná restaurace a jeden noční klub. Zbytek domů jsou převážně rekreační chalupy. Díky silnici I/9 má osada Lesné velice dobré autobusové spojení se zbytkem republiky, vedou přes ni autobusové linky ze Šluknovského výběžku do Prahy a Liberce.

## Přírodní poměry
Lesné leží v severní části CHKO Lužické hory, v údolí Lesenského potoka, sousedí s Dolním Podlužím na severu, s Jiřetínem pod Jedlovou na severozápadě a s osadou Rozhled na západě. Polní cesta do Jiřetína pod Jedlovou míjí vpravo žulový lom, nedaleko vlevo je bývalý lom na pískovec. Asi jeden kilometr jižně od Lesného leží zřícenina hradu Tolštejn, který byl roku 1642 zničen švédskými vojsky. Směrem na východ a jih jsou lesy.

## Obyvatelstvo
Při sčítání lidu v roce 1921 zde žilo 225 obyvatel (z toho 113 mužů), z nichž byli tři Čechoslováci, 215 Němců a sedm cizinců. Kromě čtyř členů nezjišťovaných církví a jednoho člověka bez vyznání byli římskými katolíky. Podle sčítání lidu z roku 1930 měla vesnice 250 obyvatel: čtrnáct Čechoslováků, 222 Němců a čtrnáct cizinců. Kromě římskokatolické většiny ve vsi žil jeden evangelík, jeden příslušník nezjišťovaných církví a osm lidí bez vyznání.
| Rok            | 1869 | 1880 | 1890 | 1900 | 1910 | 1921 | 1930 | 1950 | 1961 | 1970 | 1980 | 1991 | 2001 | 2011 | 2021 |
| -------------- | ---- | ---- | ---- | ---- | ---- | ---- | ---- | ---- | ---- | ---- | ---- | ---- | ---- | ---- | ---- |
| Počet obyvatel | 277  | 314  | 311  | 294  | 288  | 225  | 250  | 63   | 53   | 41   | 13   | 7    | 6    | 13   | 10   |
| Počet domů     | 34   | 36   | 34   | 35   | 35   | 35   | 35   | 36   | 36   | 12   | 8    | 18   | 19   | 15   | 15   |

## Turistika

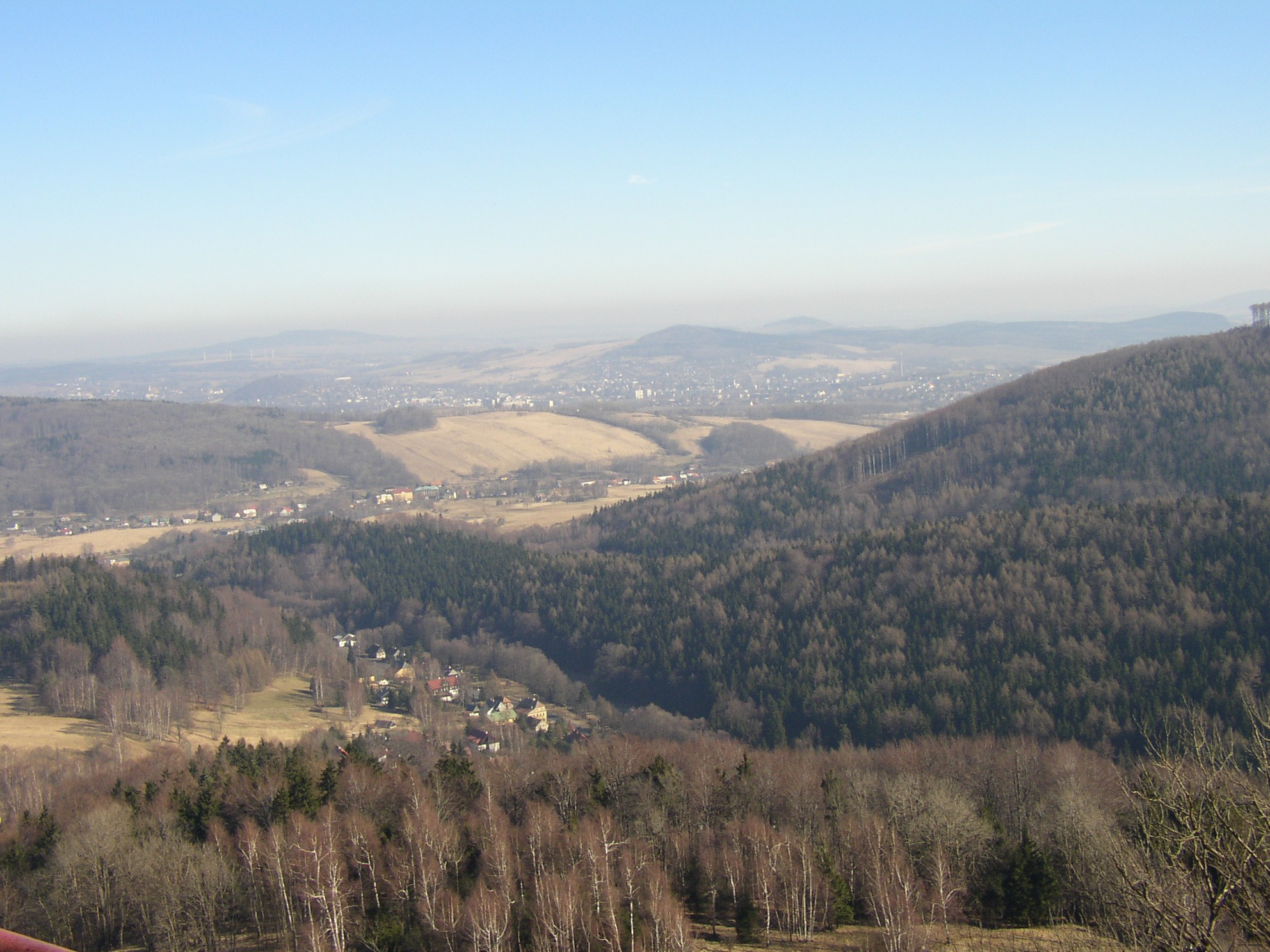
Osada Lesné z Tolštejna

Přes osadu Lesné vedou dvě značené turistické trasy, červená číslo 0318 vede z Lesného do Krompachu a dále na vrchol Hvozdu, na opačnou stranu směrem k hradu Tolštejn má červená turistická trasa číslo 0332, vede před vrchol Jedlové do Krásné Lípy. Červená turistická cesta je zároveň Evropskou dálkovou trasou E3. Žlutá turistická trasa číslo 7027 ve z Jiřetína pod Jedlovou přes údolí Milířky, zde na ni navazuje Hornická naučná stezka Údolí Milířky, do Dolního Podluží na hraniční přechod s Německem.